# Arlette Soudan-Nonault
Arlette Soudan-Nonault – kongijska dziennikarka i polityk, minister środowiska, zrównoważonego rozwoju i dorzecza Konga. Od 2016 do 2021 roku była ministrem turystyki i ochrony środowiska.

## Życiorys
Arlette Soudan-Nonault urodziła się w Brazzaville, jest córką dyplomaty, senatora i ambasadora – Jean-Pierre Nonault. Dorastała i studiowała w Moskwie i Paryżu, gdzie jej ojciec pełnił funkcje ambasadora. Z wykształcenia jest dziennikarką. W latach 80. i 90. pracowała jako dziennikarka, pełniąc funkcję m.in. prezenterki w Radio Congo. Prowadziła m.in. Les stratèges du Look oraz Clin d’oeil d’Arlette Soudan- Nonault. W latach 1992–1997 pełniła funkcję attaché prasowego prezydenta Konga.
W 2005 roku postanowiła otworzyć na obrzeżach Brazzaville Saint Francis of Assisi Institute (fr. Institution Saint François d’Assise) – szkołę o profilu liceum z internatem. Obiekt obejmuje 12 hektarów, na których wzniesiono 17 budynków. Kompleks został otwarty we wrześniu 2009 roku.

## Kariera polityczna
Jest członkinią biura politycznego Kongijskiej Partii Pracy. 30 kwietnia 2016 roku została powołana na stanowisko ministra turystyki w rządzie Clementa Mouamba. W ramach rządowego programu The March Towards Development, zapowiedziała rozwój branży turystycznej i rekreacyjnej w Kongu. Według Soudan-Nonault turystyka do 2021 roku będzie stanowiła znaczącą część kongijskiego PKB.
22 sierpnia 2017 roku, podczas zmian w rządzie Konga, poszerzono jej resort o sprawy związane z ochroną środowiska, tym samym została zaprzysiężona na kolejną kadencją rządu na stanowisku ministra turystyki i ochrony środowiska. Resort przejęła od obecnej minister leśnictwa – Rosalie Matondo.
Po utworzeniu nowego rządu, przez premiera Anatole Collinet Makosso, 15 maja 2021 roku została powołana na stanowisko ministra środowiska, zrównoważonego rozwoju i dorzecza Konga.

## Wyróżnienia i odznaczenia
- Kongijski Order Zasługi (fr. Ordre du Mérite congolais) III klasy – Chevalier, 2010[11]

## Życie prywatne
Jest żoną kongijskiego dziennikarza Jeune Afrique – François Soudan. Para ma dwie córki.

## Publikacje
- Arlette Soudan-Nonault: Radio Congo : Chroniques équatoriales. Amalthée, 2016, s. 202. ISBN 978-2-310-02352-8.